# SCUBA (P-MODELのアルバム)
SCUBA（スキューバ）は、日本の音楽グループP-MODELの番外的アルバム。1984年10月10日にJICC出版局より発売された。
その後、再編集の施されたCD版が1989年1月21日にキャプテンレコードより発売された。
この項では1995年11月30日にディスクユニオン内レーベルDIW/SYUNより発売されたリメイク・アルバム『SCUBA RECYCLE』についても扱う。

## 解説
- 前作『ANOTHER GAME』までのヘヴィ路線から一転し、ポップな曲調の楽曲ばかりとなっている。
- 楽曲制作・レコーディング共にほぼ平沢ひとりで行ったため、参加しているメンバーは三浦のみとなっている。録音中、菊池は一、二曲分の録音を完成させた後に解雇。田井中の脱退ももう既に決まっていたため[1]、ベースとドラムパートは平沢がKORG PolysixとKORG KPR-77を使い手を掛けた[2]。
- 番外的位置付けであり、P-MODELのオリジナルアルバムとしてはカウントされないことが多いが、作風やテーマは後の平沢ソロまで影響を与えている。
  - 本作は「全き人格の回復」がテーマとなっている。平沢ソロの8thアルバム『救済の技法』にもこのテーマが使われており、現在まで続く平沢ソロのテーマの一つになっている。
  - 「FROZEN BEACH」の歌詞にある「科学と祈りの狭間」は平沢ソロ1st～3rdアルバムまでのテーマとなっており、1stアルバム『時空の水』には「FROZEN BEACH」、2ndアルバム『サイエンスの幽霊』には「FISH SONG」がセルフカバーされて収録されている[3]。

## リリース解説
なお、2002年発売のボックスセット『太陽系亞種音』には以下3バージョンの楽曲すべて収録されている。
- カセットブック版
オリジナル・バージョン。「SCUBA物語」というブックレットが付属しており、平沢が見た夢を基にした物語やカラー写真などが掲載されている。
- CD版
全面的に音質を改善したリミックス版。「LOOPING OPPOSITION」の遠藤によるナレーションがカットされ、「FROZEN BEACH」と「FISH SONG」は再録されるなどの違いもある。
ブックレット「SCUBA物語」は付属しておらず、ライナーには平沢によるCD化のあいさつが記載されている。
- SCUBA RECYCLE
『SCUBA』全収録曲の再編曲版を収録したリメイク・アルバム。新たなブックレットが付属し、「SCUBA物語」の元となった平沢の夢日記や本作をイメージしたアートワークなどが掲載されている。

## 楽曲について
FROZEN BEACH
『SCUBA RECYCLE』版は1991年にリリースされた「デトネイター・オーガン 1 誕生編」に収録されている「YOHKO Mitsurugi」という曲を元にアレンジされている。
BOAT
平沢によると「イントロのサンプリングボイスに合わせてキーを決めたため、音域が低く歌い辛い」という。
2011年には歌詞を大幅に差し替えたうえで弦楽器主体のアレンジを施した「原子力」として謎の人物「ステルスマン」がカバーした。
七節男
1987年に発売されたグッズセット『entro Pack』に付属されたカセットテープには平沢によるリミックスバージョンが収録されている。
オハヨウⅡ
『LANDSALE』収録曲の別解釈版。歌詞が多少変更されている。
LOOPING OPPOSITION
MANDRAKE時代に演奏していた「奇妙なタマゴ」という曲が元になっている。
1992年のツアー『能率の予感』を最後に長らく演奏されていなかったが、2020年の「平沢進＋会人（EJIN）」名義のライブ『会然TREK 2K20▲03』でアレンジと歌詞を変更したうえで披露された。このアレンジバージョンは『「会然TREK2K20▲03」メモリアル・パッケージカード』に収録された。
カセットブック版のみ、イントロに遠藤ミチロウのナレーションが入る。
REM SLEEP
2023年、三浦がmiuratron名義でセルフカバーしたアレンジバージョンをBandcampにて発売した。
FISH SONG
1987年に発売されたカセットブックマガジン『Hi'lde Vol.3』には別バージョンが収録されている。
キーボードパートの難易度が高く、三浦は「ミスタッチしないように、ボールペンのキャップを左指に嵌めて演奏していた」と語っている。
2014年、平沢の下でAmigaを学んでいた秋元きつねによってカバーされた「Fish Song Kitune Version 140924mix」が、"Spiky Spoon"名義でSoundCloudにて配信された。

## 収録曲

### カセットブック版・CD版
- 全編曲：P-MODEL

| #  | タイトル                      | 作詞                                             | 作曲             |
| -- | ----------------------------- | ------------------------------------------------ | ---------------- |
| 1. | 「FROZEN BEACH」              | 平沢進                                           | 平沢進           |
| 2. | 「BOAT」                      | 平沢進                                           | 平沢進           |
| 3. | 「七節男（Seven Joint Man）」 | 平沢進                                           | 平沢進           |
| 4. | 「オハヨウⅡ（Ohayo Ⅱ）」      | 平沢進                                           | 平沢進           |
| 5. | 「LOOPING OPPOSITION」        | 平沢進、遠藤ミチロウ（カセットブック版イントロ） | 平沢進           |
| 6. | 「REM SLEEP」                 | 平沢進                                           | 平沢進、三浦俊一 |
| 7. | 「FISH SONG」                 | 平沢進、神尾明朗                                 | 平沢進、神尾明朗 |
| 8. | 「SCUBA」                     | ―                                                | 平沢進           |

### SCUBA RECYCLE
- 全編曲：平沢進

| #  | タイトル                      | 作詞             | 作曲             |
| -- | ----------------------------- | ---------------- | ---------------- |
| 1. | 「BOAT」                      | 平沢進           | 平沢進           |
| 2. | 「REM SLEEP」                 | 平沢進           | 平沢進、三浦俊一 |
| 3. | 「FISH SONG」                 | 平沢進、神尾明朗 | 平沢進、神尾明朗 |
| 4. | 「七節男（Seven Joint Man）」 | 平沢進           | 平沢進           |
| 5. | 「LOOPING OPPOSITION」        | 平沢進           | 平沢進           |
| 6. | 「オハヨウⅡ（Ohayo Ⅱ）」      | 平沢進           | 平沢進           |
| 7. | 「FROZEN BEACH」              | 平沢進           | 平沢進           |
| 8. | 「SCUBA」                     | ―                | 平沢進           |

## 参加ミュージシャン

### オリジナル版・CD版
- 平沢進 - ボーカル、ギター、シンセサイザー、ドラムマシン、サンプラー、プログラミング
- 三浦俊一 -  シンセサイザー
- 神尾明朗 - シンセサイザー（「FISH SONG」）
- 辻谷朱美 - コーラス（「BOAT」）
- 遠藤ミチロウ - オープニングヴォイス（「LOOPING OPOSSITON」）

### SCUBA RECYCLE
- 平沢進 - ボーカル、ギター、シンセサイザー、ドラムマシン、サンプラー、プログラミング
- 辻谷朱美 - コーラス（「BOAT」）